# Lądek (Słupca)
Pour les articles homonymes, voir Lądek.
Lądek (prononciation : [ˈlɔndɛk]) est un village de Pologne, situé dans la voïvodie de Grande-Pologne. Il est le chef-lieu de la gmina de Lądek, dans le powiat de Słupca.
Il se situe à 11 kilomètres au sud-est de Słupca (siège du powiat) et à 73 kilomètres à l'est de Poznań (capitale régionale).
Le village possédait une population de 848 habitants en 2010.

## Histoire
De 1975 à 1998, Lądek faisait partie du territoire de la voïvodie de Konin.

Depuis 1999, le village fait partie du territoire de la voïvodie de Grande-Pologne.